# Pseudocleobis alticola
Espèce
Pseudocleobis alticola est une espèce de solifuges de la famille des Ammotrechidae.

## Distribution
Cette espèce se rencontre en Bolivie et en Argentine.

## Description
Le mâle holotype mesure 10 mm.

## Publication originale
- Pocock, 1900 : On some new or little known Thelyphonidae and Solifugae. The Annals and Magazine of Natural History, sér. 7, vol. 5, p. 294-306 (texte intégral).